# Andrzej Kobylański
Andrzej Robert Kobylański (ur. 31 lipca 1970 roku w Ostrowcu Świętokrzyskim) – piłkarz grający na pozycji pomocnika, reprezentant Polski, srebrny medalista olimpijski z Barcelony.

## Kariera piłkarska
Swoją karierę rozpoczynał w sezonie 1988/1989 występując w zespole KSZO Ostrowiec Świętokrzyski. Następnie grał w Siarce Tarnobrzeg (sprowadzony tam przez trenera Janusza Gałka), 1. FC Köln, Tennis Borussia Berlin, Hannover 96, Widzewie Łódź, SV Waldhof Mannheim, Energie Cottbus i Wiśle Płock. Przed sezonem 2004/2005 przeniósł się do Wuppertaler SV. Od sezonu 2005/06 występował w niemieckim SV Rot-Weiß Bad Muskau. Z reprezentacją olimpijską Polski zdobył wicemistrzostwo olimpijskie w Barcelonie w 1992.
W styczniu 2013 został dyrektorem sportowym w Koronie Kielce.
Jego syn Martin (ur. 1994) także został piłkarzem.

## Reprezentacja Polski
| l.p. | Data              | Miejsce      | Przeciwnik | Rezultat | Rozgrywki  | Grał   | Uwagi |
| ---- | ----------------- | ------------ | ---------- | -------- | ---------- | ------ | ----- |
| 1.   | 18 listopada 1992 | Iława        | Łotwa      | 1-0      | towarzyski | 90'    |       |
| 2.   | 26 listopada 1992 | Buenos Aires | Argentyna  | 0-2      | towarzyski | 90'    |       |
| 3.   | 29 listopada 1992 | Montevideo   | Urugwaj    | 1-0      | towarzyski | do 84' |       |
| 4.   | 1 lutego 1993     | Nikozja      | Cypr       | 0-0      | towarzyski | 90'    |       |
| 5.   | 3 lutego 1993     | Ramat Gan    | Izrael     | 0-0      | towarzyski | do 82' |       |
| 6.   | 13 kwietnia 1993  | Radom        | Finlandia  | 2-1      | towarzyski | 90'    |       |